# Malaienkauz
Der Malaienkauz (Strix leptogrammica) ist eine Art aus der Familie der Eigentlichen Eulen (Strigidae). Er kommt in fünf Unterarten ausschließlich in Südostasien vor. In älterer Literatur werden ihm drei weitere Unterarten zugerechnet. Er galt über längere Zeit als Unterart des Malaienkauzes. In jüngerer Literatur geht man davon aus, dass Malaienkauz, Niaskauz, Bergkauz und Bartelskauz eine Superspezies bilden.

## Merkmale
Mit einer Körpergröße von etwa 40 Zentimetern ist der Malaienkauz eine verhältnismäßig große Art innerhalb seiner Gattung. Federohren fehlen. Der Gesichtsschleier ist rötlichbraun bis kastanienfarben und von einem auffälligen dunklen Rand umgeben. Die Region rund um die Augen ist schwarz. Die Augenbrauen sind cremefarben. Das Kopfgefieder ist ansonsten überwiegend dunkel- bis schwarzbraun. Die Kehle ist weißlich. Die Vorderbrust ist kastanienfarben oder rötlich mit unscharfen, feinen dunklen Querstreifen. Flügel und Schwanz sind rötlich und cremefarben gestreift. Die Körperunterseite ist cremefarben mit dunkleren, braunen Querstreifen. Die Läufe sind befiedert. Die Augen sind dunkelbraun. 
Verwechslungsmöglichkeiten bestehen mit dem Bartelskauz, dessen Gesichtsschleier mehr ockerfarben ist. 

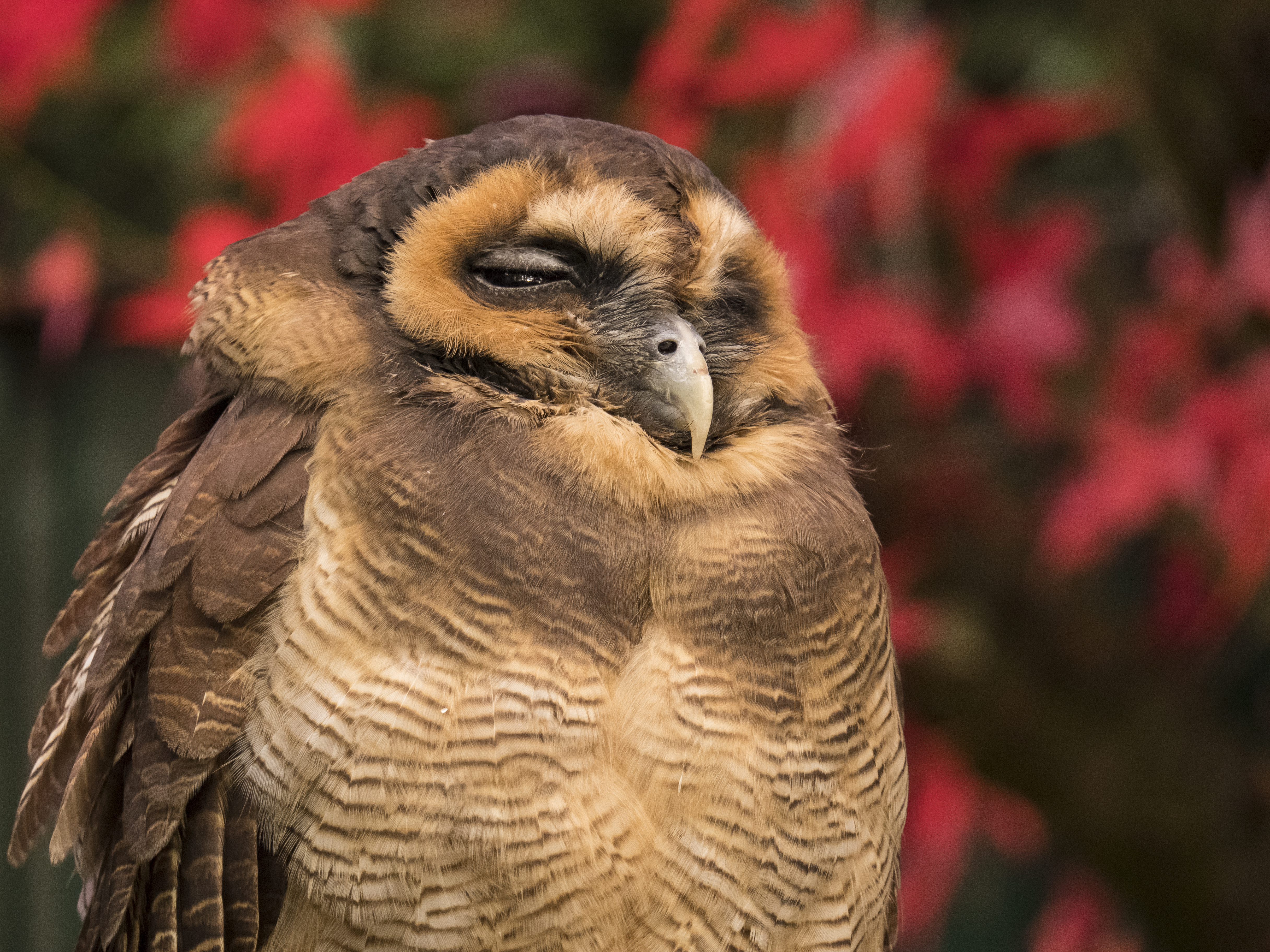

## Verbreitungsgebiet
Der Malaienkauz kommt in Indien, Sri Lanka, dem Süden von Burma und Thailand, auf der Malaiischen Halbinsel, Sumatra, Belitung, Mentawai und Borneo vor. Er fehlt dagegen auf Java und Bali. Er ist ein Standvogel, der überwiegend tropische Wälder entlang der Küste und in den Tiefebenen besiedelt und nur sehr selten in Höhenlagen über 500 Meter über NN vorkommt. 

## Lebensweise
Der Malaienkauz ist eine ausschließlich nachtaktive Eulenart und verhältnismäßig scheu. Er übertagt im dichten Blattwerk von Bäumen. Seine Rufe lässt er besonders häufig in mondhellen Nächten hören. Das Nahrungsspektrum umfasst kleine Säuger wie Ratten, Mäuse und Wühlmäuse sowie kleine Vögel und Reptilien. Gelegentlich frisst er auch Fisch.

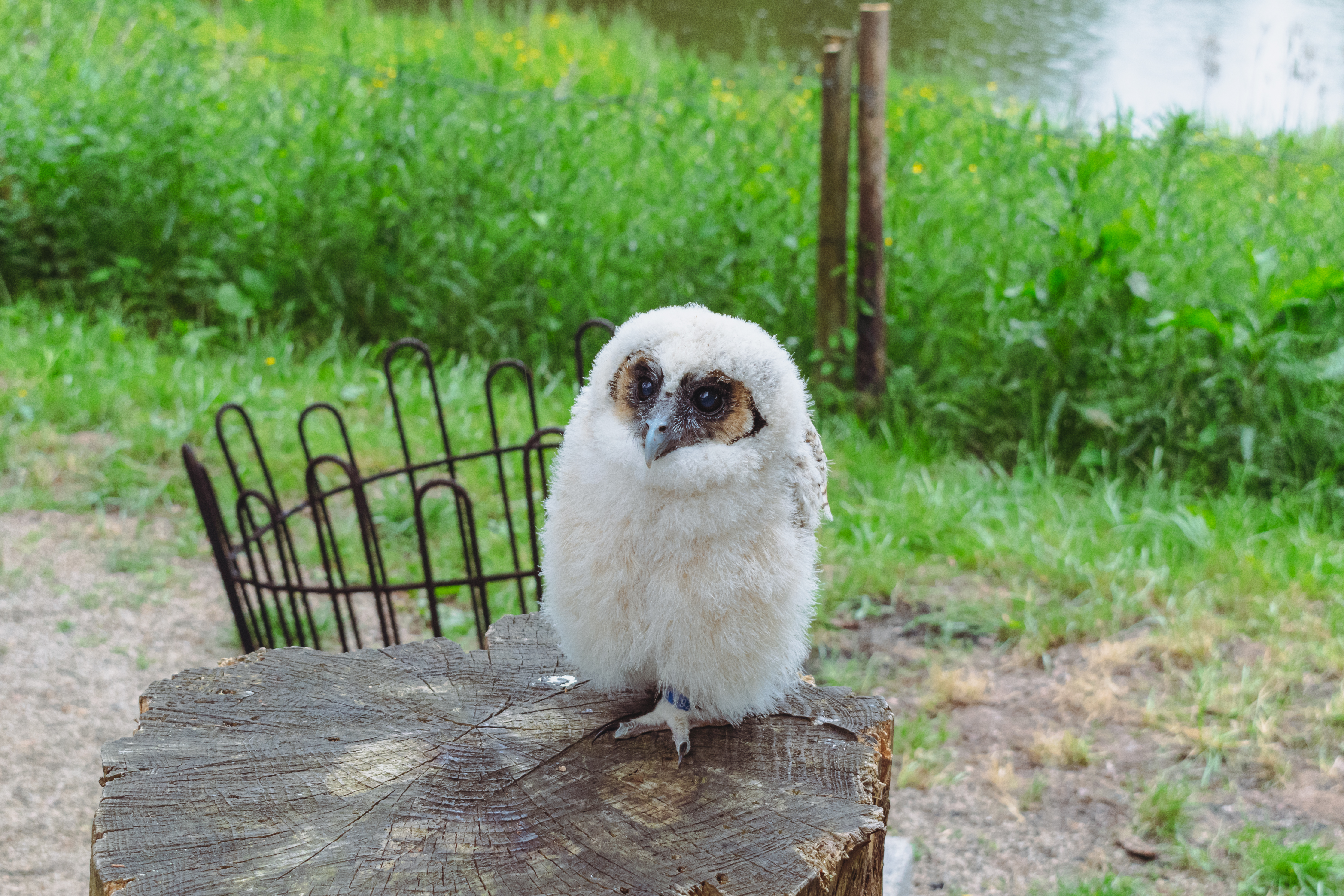
Ein junger Malaienkauz im Greifvogelpark Saarburg

Die Fortpflanzungszeit variiert in seinem Verbreitungsgebiet regional. In Südindien fällt die Fortpflanzungszeit beispielsweise in den Zeitraum Januar bis März. Auf Belitung brütet der Malaienkauz dagegen später im Jahr. Das Gelege besteht normalerweise aus zwei Eiern. Als Nistplatz nutzt die Art in der Regel Baumhöhlen.

## Belege

### Einzelbelege
1. ↑   König et al., S. 359
2. ↑   König et al., S. 357
3. ↑   König et al., S. 358